# 184930 Gobbihilda
A 184930 Gobbihilda (ideiglenes jelöléssel (184930) 2005 VU4) egy kisbolygó a Naprendszerben. Sárneczky Krisztián fedezte fel 2005. november 4-én.